# A Woman's Experience
A Woman's Experience er en amerikansk stumfilm fra 1919 instrueret af Perry N. Vekroff.

## Medvirkende
- Sam Hardy som George Roydant
- Mary Boland som Agnes Roydant
- Lawrence McGill som Nicholas Barrable
- Robert Cain som Sulgrave
- Corrine Uzzell som Attlie Damuron